# Provinciale weg 251
De provinciale weg 251 (N251) is een provinciale weg in de provincie Zeeland. De weg loopt door Zeeuws-Vlaanderen en verbindt de N253 bij Draaibrug met de Nederlands-Belgische grens ter hoogte van Eede. Op Belgisch grondgebied loopt de weg verder als N410 richting Maldegem.
De weg is uitgevoerd als tweestrooks-gebiedsontsluitingsweg met buiten de bebouwde kom een maximumsnelheid van 80 km/h. De weg draagt achtereenvolgens de namen Draaibrugseweg, Peurssensstraat, Sassenstraat, Marktstraat, Oude Kerkstraat, Beekmanstraat en Rijksweg. Binnen de bebouwde kom van Aardenburg wordt de weg beheerd door de gemeente Sluis.

## Geschiedenis
Oorspronkelijk was de huidige N251 een rijksweg. Vanaf het Rijkswegenplan 1932 genummerd als rijksweg 58c, de derde zijtak van rijksweg 58, welke van Bergen op Zoom via Goes en Vlissingen op Zeeuws-Vlaanderen verder verliep naar de Belgische grens bij Sint Anna ter Muiden. In de volgende rijkswegenplannen van 1938, 1948 en 1958 bleef de weg onder dit nummer behouden als planweg. Vanaf het Rijkswegenplan 1968 was de weg niet langer opgenomen als planweg en werd dientengevolge aan de provincie overgedragen. Deze nummerde de weg met ingang van de Wet herverdeling wegenbeheer in 1993 als N251.
N62 · N69 · N251 · N252 · N253 · N254 · N255 · N256/A256 · N257 · N258 · N260 · N261 · N262 · N263 · N264 · N266 · N267 · N268 · N269 · N270/A270 · N271 · N272 · N273 · N274 · N275 · N276 · N277 · N278 · N279 · N280 · N281 · N282 · N283 · N284 · N285 · N286 · N287 · N288 · N289 · N290 · N291 · N292 · N293 · N294 · N295 · N296 · N296n · N297 · N298 · N300 · N321 · N322 · N324 · N329 · N389 · N394 · N395 · N396 · N397

N556 · N562 · N564 · N570 · N572 · N590 · N595 · N598 · N601 · N602 · N605 · N607 · N612 · N613 · N615 · N616 · N617 · N618 · N620 · N622 · N625 · N629 · N631 · N632 · N637 · N638 · N639 · N640 · N641 · N651 · N652 · N653 · N654 · N655 · N656 · N658 · N659 · N660 · N661 · N662 · N663 · N664 · N665 · N666 · N667 · N668 · N669 · N670 · N671 · N673 · N674 · N675 · N676 · N682 · N683 · N686 · N689 · N690 · N831 · N843

Voormalige provinciale wegen: N299 · N551 · N552 · N553 · N554 · N555 · N560 · N561 · N563 · N565 · N566 · N567 · N568 · N571 · N574 · N580 · N581 · N582 · N583 · N584 · N585 · N586 · N587 · N588 · N589 · N591 · N592 · N593 · N594 · N596 · N597 · N603 · N604 · N606 · N608 · N610 · N611 · N614 · N619 · N621 · N623 · N624 · N626 · N628 · N630 · N634 · N642 · N657